# Kailua-Kona
Kailua ist ein Ort im westlichen Kona Distrikt auf der Insel Hawaii (Big Island) mit rund 20.000 Einwohnern (Volkszählung 2020).
Kailua gehört zum Hawaii County. Umgangssprachlich wird zur Abgrenzung von Kailua auf der Insel Oʻahu von Kona gesprochen.

## Geographie

### Geographische Lage
Im Norden befindet sich mit dem Vulkan Hualālai einer der drei aktiven Vulkane auf Hawaii. Es befinden sich keine Flüsse im Gebiet von Kailua.
Das United States Census Bureau hat für Kailua eine Gesamtfläche von 103 km² ermittelt, wovon 91,9 km² Landfläche und 11 km² Wasserfläche sind.

### Nachbargemeinden
Die Gemeinden Kalaoa, Kealakehe, Kahaluʻu und Keauhou grenzen an Kailua an. Sie benutzen gemeinsam die Postleitzahl: 96740.

### Klima
Die kältesten Monate sind vom Dezember bis Februar mit einer niedrigsten Temperatur von 18,9 °C. Demgegenüber stehen die wärmsten Monate August und September mit 31,1 °C.
Mit einer Gesamtniederschlagsmenge von 297,2 mm ist es in Kailua sehr trocken. Die Hauptmenge fällt in den Monaten November bis März.
|                       | Jan  | Feb  | Mär  | Apr  | Mai  | Jun  | Jul  | Aug  | Sep  | Okt  | Nov  | Dez  |   |       |
| Mittl. Tagesmax. (°C) | 27,8 | 27,8 | 28,3 | 28,9 | 29,4 | 30   | 30,6 | 31,1 | 31,1 | 30,6 | 29,4 | 28,3 | ⌀ | 29,4  |
| Mittl. Tagesmin. (°C) | 18,9 | 19,4 | 20   | 20,6 | 21,7 | 22,2 | 22,8 | 23,3 | 22,8 | 22,2 | 21,1 | 18,9 | ⌀ | 21,2  |
|                       |      |      |      |      |      |      |      |      |      |      |      |      |   |       |
| Niederschlag (mm)     | 43,2 | 25,4 | 33   | 12,7 | 20,3 | 12,7 | 20,3 | 17,8 | 20,3 | 22,9 | 33   | 35,6 | Σ | 297,2 |

| 18,9 |

| 19,4 |

| 20 |

| 20,6 |

| 21,7 |

| 22,2 |

| 22,8 |

| 23,3 |

| 22,8 |

| 22,2 |

| 21,1 |

| 18,9 |

| 18,9 |

| 19,4 |

| 20 |

| 20,6 |

| 21,7 |

| 22,2 |

| 22,8 |

| 23,3 |

| 22,8 |

| 22,2 |

| 21,1 |

| 18,9 |

| N i e d e r s c h l a g | 43,2 | 25,4 | 33  | 12,7 | 20,3 | 12,7 | 20,3 | 17,8 | 20,3 | 22,9 | 33  | 35,6 |
|                         | Jan  | Feb  | Mär | Apr  | Mai  | Jun  | Jul  | Aug  | Sep  | Okt  | Nov | Dez  |

## Demografie
Beim Census 2020 gaben die 19.713 Einwohner folgende Ethnizitätszugehörigkeit an: 32,2 % "weiß", 21 % gemischtrassig, 20,4 % asiatisch, 19,4 % Hawaiianer oder andere pazifische Inselbewohner, 13,7 % Hispanics und 0,3 % "schwarz" oder "afroamerikanisch". 21,9 % der Einwohner waren unter 18 Jahre alt.

### Bevölkerungszuwachs
Von 1980 bis 1990 sowie von 2010 bis 2020 hat sich die Einwohnerzahl laut Volkszählung jeweils fast verdoppelt.
| Jahr | Einwohner |
| ---- | --------- |
| 1980 | 4751      |
| 1990 | 9126      |
| 2000 | 9870      |
| 2010 | 11.975    |
| 2020 | 19.713    |

## Kultur und Sehenswürdigkeiten

### Bauwerke

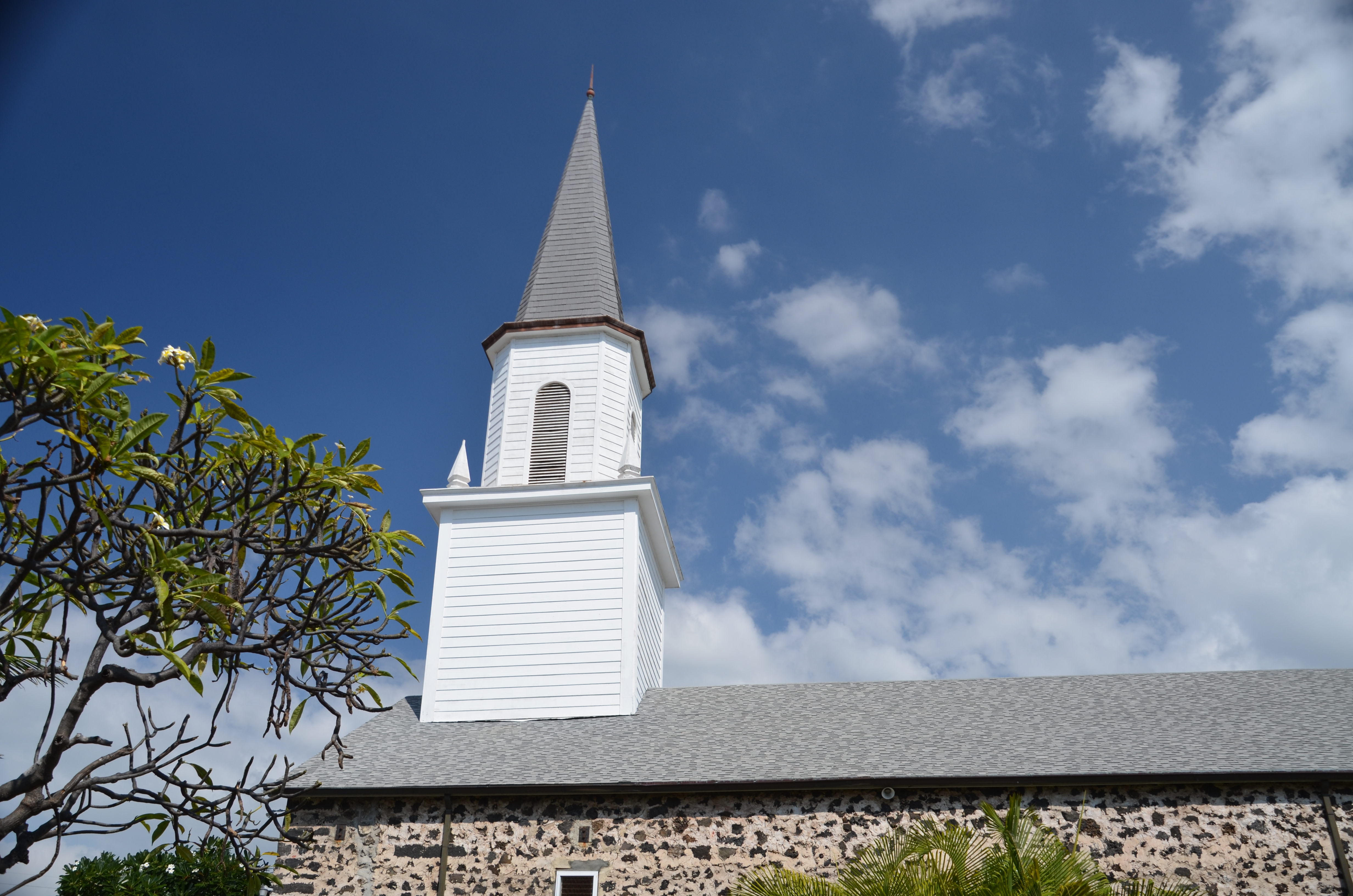
Mokuʻaikaua

Die 1837 vollendete Kirche Mokuʻaikaua ist die älteste christliche Kirche in Hawaiʻi. Gegenüber befindet sich Huliheʻe, die ehemalige Sommerresidenz der hawaiischen Könige.

### Sport
Kailua ist Austragungsort des jährlich stattfindenden Ironman Hawaii, des berühmtesten Triathlons der Welt.

### Kulinarische Spezialitäten
Aus den höhergelegenen Orten südlich von Kailua-Kona kommt der berühmte Kona-Kaffee.

## Wirtschaft und Infrastruktur

### Verkehr
Kailua wird über den Kona International Airport at Keahole an den internationalen Flugverkehr angebunden. Zu erreichen ist dieser über den Highway 19. Die Fluggesellschaft Mokulele Airlines hat hier ihren Sitz.

### Bildung
Kailua ist Sitz der University of the Nations (nicht akkreditiert).

## Persönlichkeiten

### Söhne und Töchter der Stadt
- Brian Adams (1963–2007), Wrestler

### Persönlichkeiten, die in Kailua-Kona gelebt haben
- Conrad Roland (1934–2020), deutscher Architekt

## Sonstiges
Kailua war die größte geschlossene Siedlung, die von dem Erdbeben am 15. Oktober 2006 betroffen war. Eine Stärke von 6,6 wurde auf der Momenten-Magnituden-Skala gemessen. Das Krankenhaus in Kailua-Kona musste wegen eingestürzter Decken evakuiert werden.